# Terremoto de Vrancea de 1977
El terremoto de Vrancea de 1977 tuvo lugar el viernes, 4 de marzo de 1977, a las 21:21 (hora local) y se sintió principalmente en los Balcanes. Tuvo una magnitud de 7,5 en la escala de Richter, con epicentro en Vrancea, Rumania, a una profundidad de 94 km.
El terremoto mató aproximadamente 1.578 personas, de las cuales 1.424 en Bucarest y dejó más de 11.300 heridos. A causa del terremoto, Nicolae Ceausescu suspendió su viaje a Nigeria. Más de 35.000 viviendas fueron destruidas, y el daño total costó más de 2 mil millones de dólares. El mayor daño fue provocado en Bucarest, donde más de 33 edificios se derrumbaron. La mayoría de esos edificios fueron construidos antes de la Segunda Guerra Mundial y no fueron reforzados. Muchos edificios importantes en Bucarest no fueron reconstruidos, así que se limpió el sitio y más tarde se construiría el Palacio del Parlamento Rumano. Después del terremoto, se construyeron edificios más resistentes.
En Bulgaria, el seísmo es conocido como «terremoto de Vrancea» o «terremoto de Svishtov». Tres edificios se derrumbaron en esta ciudad y murieron más de 100 personas. Muchos otros edificios fueron dañados, incluso la Iglesia de la Santa Trinidad. En la RSS de Moldavia, el terremoto destruyó y dañó muchos edificios. En la capital, Chisináu, cundió el pánico.

## Reacciones de la gente
Muchas personas entraron en pánico y salieron a las calles. Esto es lo que dijo Mircea Nemigean a la Sociedad Rumana de Televisión:

Era centinela, en el techo de un importante edificio militar; en el séptimo piso. La noche era muy clara y se veía todo a lo lejos. De repente, sencillamente no sentía el suelo bajo mis pies. Me agarré de algo y miraba hacia todos los lados para ver lo que pasaba. Pero no podía creer lo que veían mis ojos. Lo que conseguía ver cono los ojos, todos los pisos se agitaban. Todos los bloques de apartamentos se inclinaban de un lado para otro, como los árboles en una tormenta. Las primeras ondas eran verticales. Parecía que se paraba, pero empezó con ondas horizontales. Parecía que el cielo se partía por la mitad. Oía disparos a lo lejos, luego unos sonidos muy fuertes, venía de todos los lado; se oía todavía más fuerte. Se paró, pero luego volvió, pero esta vez con un olor a quemado. De repente se pararon las luces... en el cielo había un gran arco de fuego, como si se produjera un cortocircuito... Y entonces dije "Ya está, acabó con la ciudad".